# Ian Khama
Pour les articles homonymes, voir Khama.
Seretse Khama Ian Khama, né le 27 février 1953 à Chertsey au Royaume-Uni, est un homme d'État botswanais, président de la république du Botswana du 1er avril 2008 au 1er avril 2018, après avoir été vice-président de 1998 à 2008.

## Biographie

### Origines et formation
Seretse Khama Ian Khama est le fils de Seretse Khama, père de l'indépendance du Botswana et de son épouse britannique Ruth Williams.

### Carrière militaire et vice-présidence de la république
Militaire de formation, Seretse Khama Ian Khama suit les cours de l'Académie royale militaire de Sandhurst. Il dirige ensuite les forces armées botswanaises avant d'entrer en politique en 1998 au poste de vice-président et de ministre des Affaires présidentielles.
Seretse Khama Ian Khama est depuis 1979 chef de la tribu des Bamangwatos dont il devient finalement roi sous le nom de Khama IV le 19 janvier 2025.

### Président de la république du Botswana
Le 1er avril 2008, le président Mogae démissionne de son mandat pour laisser la place à Khama. L'élection suivante, en octobre 2009, le confirme au pouvoir quand son parti, le Parti démocratique du Botswana (BDP) remporte 45 des 57 sièges de l'Assemblée nationale.
Le 26 octobre 2014, Khama est réélu par l'Assemblée nationale après les élections générales du 24 marquées par une forte participation (800 000 électeurs inscrits) et une victoire du BDP qui obtient une nouvelle fois la majorité des sièges.
La constitution botswanaise définit à dix ans la durée maximale qu'un président peut rester en exercice. En conséquence, fin mars 2018, Seretse Ian Khama démissionne de son poste de président. Il est remplacé par son vice-président Mokgweetsi Masisi, qu'il a lui même nommé.
Pendant ses deux mandats, le Botswana a obtenu une forte croissance économique jusqu'en 2010, en particulier grâce aux exportations de diamants (85 % des exportations en valeur) et de viande bovine. Mais la baisse des cours du diamant à partir de 2009 a nettement ralenti cette croissance. Le taux de chômage est de 20 % (en 2013) selon les statistiques gouvernementales mais des estimations le placent bien plus haut. Le Botswana a aussi mis en place des politiques de protection de l'environnement,.

### Après la présidence
Le 10 mars 2019, invité par l'administration centrale tibétaine pour la 60e commémoration du soulèvement tibétain de 1959, il se rend à Dharamsala en dépit de l'opposition du gouvernement botswanais et y prononce un discours. En mai de la même année, il lance un appel aux délégués de la 7e Convention mondiale des parlementaires sur le Tibet à Riga, en Lettonie, pour qu'ils unissent leurs efforts afin de soutenir les objectifs de l'Administration centrale tibétaine et du peuple tibétain qu'elle représente.
Il déchire sa carte du Parti démocratique du Botswana après que celui-ci a autorisé la chasse aux éléphants. Khama dénonce aussi une dérive autoritaire de Masisi. Pour les élections législatives d'octobre 2019, Khama créé un nouveau parti politique, le Front patriotique du Botswana dont le président est Biggie Butale et qui s'oppose au BDP de Masisi. Le BPF présente des candidats dans 19 des 57 circonscriptions. Khama appelle aussi à voter pour la Coalition pour un changement démocratique, coalition dirigée par Duma Boko et qui regroupe la majorité de l'opposition. Ces élections sont présentées comme un « combat des chefs » entre Khama, qui n'est pas candidat, et Masisi, mais le BPF n'obtient que 3 sièges et la Coalition 15 sièges alors que le BDP obtient encore la majorité absolue,,,.
Ian Khama quitte le Botswana en novembre 2021 et s'installe en Afrique du Sud. En avril 2022, Ian Khama est convoqué par la justice botswanaise. Il est accusé entre autres de possession illégale d'arme à feu. Un mandat d'arrêt est émis en décembre 2022 par le Botswana dans cette affaire contre Ian Khama,. En janvier 2023, la Haute Cour du Botswana (en) rejette une demande de Ian Khama visant à annuler ce mandat d'arrêt. Le 13 septembre 2024, Ian Khama revient au Botswana après trois ans d'exil pour se présenter devant la justice. Il demande et obtient d'être maintenu en liberté avant son procès.